# 天社增一
船底座Chi（船底座χ，χ Car）是一个位于南天星座船底座的恒星。这是一个三等星，是船底座最亮恒星之一。船底座χ的距离可以被视差测量直接测定，大约480光年，误差范围6.7%。该星是一个怀疑的天测联星，但是对伴星一无所知。
这是一个大质量的恒星，有大约12倍太阳质量。它大约有4000万年并且自转快速，恒星自转速度为110km/s。恒星分类为B3V，光度分类V代表这是一个经由核心的氢聚变产生能量的主序星。
在1961，船底座Chi被分类为化学异常的的Bp星，因为硅吸收线和氦相比有超乎寻常的强度。然而，紫外线波段显示硅谱线和正常的恒星一样。并没有发现在该星的光谱里有变化。依巴谷卫星的观测表明这个恒星的光度变化微小，该星已经被排除是仙王座β变星。